# Омфалозавры
Омфалозавры (лат. Omphalosaurus, буквально с древнегреч. — пуговичная ящерица, потому что его зубы были похожи на пуговицы) — род вымерших морских рептилий, живших во времена триасового периода 
(251,3—237 млн лет назад); считается, что он относится к ихтиозаврам. Большая часть имеющейся информации об омфалозаврах основана на находках фрагментов челюстей, рёбер и позвоночников. Окаменелости омфалозавров находят на западе США, в Германии и на острове Западный Шпицберген к северу от материковой Норвегии.

## Описание
Омфалозавры были средней величины коренастыми морскими рептилиями, известны они в первую очередь благодаря их специализированным зубам, не похожим на зубы других ихтиозавров. Эти зубы имеют форму пуговиц, практически круглые в поперечном разрезе и похожие на купол при взгляде сбоку, эмаль шершавая, напоминает апельсиновую корку. Каждый зуб не превышает в диаметре 12 мм зубы на предчелюстной кости (в передней части верхней челюсти) и на нижней челюсти — плоские. Хорошо сохранившаяся гладкая нёбная кость O. nevadanus заставляет предположить, что омфалозавры, скорее всего, не имели нёбных зубов (в отличие от плакодонтов). Тем не менее число зубов у омфалозавра могло доходить до нескольких сотен. Каждый вид рода отличался строением и расположением зубов, но зубы O. nevadanus были наиболее аккуратны и выстраивались правильными рядами, несмотря на небольшую разницу в размерах. Учёные пытались подсчитать число рядов зубов у других видов этого рода, но у них зубы были расположены более хаотично.
Ряд верхних зубов образовывал выпуклую поверхность, ряд нижних — вогнутую. Изначально учёные думали, что у омфалозавров были широкие короткие челюсти и мощные челюстные мышцы, но последние реконструкции показывают, что челюсти этих животных были длинными, в форме латинской буквы «V». Реконструированная нижняя челюсть O. nevadanus превысила бы в длину полметра.
Фрагменты челюстей показывают, что омфалозавры обладали «зубными батареями», приспособленными к постоянному износу: стёршиеся зубы заменялись новыми, и быстро. Омфалозавры необычны в том, что их появляющиеся на замену зубы отличались от нормальных уже развитых и работающих зубов микроструктурой зубной эмали. Как и у других ихтиозавров, у омфалозавров эмаль зрелых зубов была зернистой, в то время как выраставшие на замену зубы обладали эмалью, состоявшей из маленьких столбиков. В настоящее время неизвестно, благодаря чему происходила эта трансформация.
Других окаменелостей омфалозавров — кроме зубов — найдено очень мало: только несколько рёбер и фрагментов позвоночника, принадлежавших O. wolfi. Эти рёбра толстые и полые, что вообще характерно для амниот, вернувшихся к водному образу жизни; у каждого позвонка оба торца вогнутые. Позвонки омфалозавров лишены нейронных арок, располагавшихся у предков этих животных сверху от центра позвонка. Костная ткань волокнистая, что говорит о быстром росте костей в ходе онтогенеза.

## Палеобология

### Питание
Крайне специализированные зубы омфалозавров говорят о том, что эти животные питались беспозвоночными, обладавшими твёрдыми раковинами или панцирями. Зубы этих животных приспособлены именно к такому способу питания, следствием которого является быстрый износ, компьютерная томография окаменелостей показывает, что зубы омфалозавров очень быстро сменяли друг друга — место изношенных зубов занимали новые. Однако челюсти омфалозавров, очевидно, не позволяли крепко сжимать добычу: их узкие челюсти с расположенными в задней части пасти зубами непохожи на типичные для питающихся панцирными беспозвоночными короткие челюсти, позволявшие раскалывать панцири и раковины. Сочетание сильно изношенных зубов и небольшой — судя по оценкам — силы укуса более характерно для травоядных динозавров (в том числе орнитопод). Как и для травоядных динозавров, для омфалозавров характерны быстрая замена зубов и гладкая поверхность контакта между зубами нижней и верхней челюстей, однако малая распространённость в среднем триасе волокнистых морских растений делает травоядность этих животных маловероятной. А вот аммониты и псевдопланктонные двустворчатки были в этот период, напротив, довольно распространены, в том числе и в ареале обитания омфалозавров; что важно: раковины этих беспозвоночных были прочными, но относительно тонкими. Сэндер и Фабер (Sander и Faber) выдвинули гипотезу, что у омфалозавров могли быть мускулистые щёки, что позволяло этим животным высасывать моллюсков из их раковин, а не раскалывать и перемалывать раковины зубами. Недавно обнаруженные доказательства позволяют предположить, что омфалозавры питались в первую очередь аммонитами, а не двустворчатками — те были основной добычей плакодонтов.

### Декомпрессионная болезнь
Как и в случае других ранних ихтиозавров, в окаменелостях омфалозавров не находят следов ишемического некроза костей; это означает, что эти животные также не страдали декомпрессионной болезнью, возникающей при резком всплытии с большой глубины. Ротшильд (Rothschild) и другие объясняют это тем, что в раннем триасе было мало крупных морских хищников, от которых омфалозаврам приходилось бы спасаться на большой глубине. Ранние ихтиозавры, скорее всего, и ныряли и всплывали медленно или же имели физиологические механизмы, предотвращавшие декомпрессионную болезнь.

## Открытие и классификация
Первые окаменелости омфалозавра были найдены в 1902 году палеонтологом В.К. Осмонтом (V. C. Osmont) в штате Невада на юго-западе США; впервые описаны они были в 1906-м Джоном К. Мэрриамом (John C. Merriam). Мэрриам не смог идентифицировать O. nevadanus как животное, относящееся к ихтиозаврам: он думал, что это может быть плакодонт или ринхозавр. Первым, кто понял, что омфалозавры относились именно к ихтиозаврам, был Кун (Kuhn, 1934), Мэзин (Mazin) в 1983 году подтвердил такую классификацию. В 1997 и 2000 годах Мотани (Motani) высказал свои возражения против неё, говоря о том, что для омфалозавров не известны признаки, являющиеся синапоморфиями для всех ихтиоптеригий; этот исследователь предлагал считать омфалозавров завроптеригиями. Однако Майш (Maisch) в 2010 году описал новый вид омфалозавров и заново подтвердил их принадлежность именно к ихтиозаврам.
В настоящее время считается, что омфалозавры были именно ихтиозаврами — некрупными или среднего размера. Как и у других ихтиозавров, их позвонки были вогнутыми с обоих торцов и плоскими, без заметных поперечных рёбер. Рёбра омфалозавров, так же как и у всех остальных ихтиозавров из семейства шастазавров (Shastasauridae), сочленяются на спинной и брюшной сторонах; у O. wolfi наблюдается такая же структура губчатой костной ткани, как и у остальных ихтиозавров, а также и у ряда других вторичноводных позвоночных. Одна из главных особенностей, позволяющих отнести омфалозавров именно к ихтиозаврам — это микрозернистая структура эмали их полностью сформированных зубов, очень редко встречающаяся у других рептилий.
Важнейшим признаком, вызвавшим дискуссию о систематическом положении омфалозавров, является расположение их зубов в челюсти. В отличие от остальных ихтиозавров, чьи зубы расположены правильными рядами, зубы омфалозавров располагались нерегулярно. Кроме того, ни у одного другого ихтиозавра жевательные поверхности зубов не находятся под прямым углом друг к другу. Коронка зуба у омфалозавров ниже и более неправильной формы, чем у других питавшихся панцирными беспозвоночными ихтиозавров, а текстура эмали напоминает апельсиновую кожуру — в отличие от зубов других ихтиозавров, покрытых продольными рёбрами прочности. Кроме того, рёбра и плечевые кости омфалозавров были полыми и несли на себе заметные продольные гребни, оба этих признака никогда не наблюдаются у других ихтиозавров.

### Виды омфалозавров
- Omphalosaurus nevadanus — типовой вид рода, один из двух видов омфалозавров, чьи окаменелости были найдены в формации Прайда в горах Гумбольдта (Невада, США). O. nevadanus жил в анизийском веке среднего триаса (247,2—242 миллиона лет назад); впервые описан Мэрриам (Merriam) в 1906 году[7]. Среди найденных окаменелостей: нижняя часть черепа с несколькими позвонками из задней части шеи, а также кусок челюсти, лишённый сустава (челюсть была сломана ещё до её сращения). На этом куске челюсти хорошо заметны: угловая и надугловая кости, зубы и пластинчатая кость[13]. В отличие от других видов, у этого омфалозавра закруглённые задние края зубов. O. nevadanus был гораздо крупнее, чем O. nettarhynchus, также у него было больше зубов[7].
- Omphalosaurus nettarhynchus — это второй вид, найденный в формации Прайда; он существовал в оленёкском веке среднего триаса. Впервые описан Мэйзином и Бухером (Mazin и Bucher) в 1987 году. Известен только по фрагменту нижней челюсти, которая меньше, чем у остальных видов омфалозавров; зубов в челюсти относительно мало, но они крупные; челюстной симфиз расширяется вбок[7].
- Omphalosaurus merriami был обнаружен в морских отложениях на архипелаге Шпицберген и описан Мэйшем (Maisch) в 2010 году. Жил в начале триаса. Известны фрагменты челюстей, которые сначала сочли принадлежащими ихтиозавру Pessopteryx nisseri, найденному там же. На этих фрагментах челюсти всегда по три ряда зубов с гладкой эмалью, корни этих зубов содержат плицидентин[15].
- Плечевая кость какого-то вида омфалозавров была найдена в среднетриасовых отложениях во Франконии, Германия, а именно в Гогенлоэ. Этот омфалозавр жил в конце ладинского века, обнаружен Хэгдоном (Hagdorn) в 1984 году, описан Сэндер и Фэйбер (Sander and Faber) в 1998-м. Найденная плечевая кость демонстрирует типичную для ихтиозавров губчатую структуру, но пока неясно, животному какого именно вида она принадлежала[7].

### Виды, существование которых оспаривается
- Omphalosaurus wolfi жил в среднем триасе (в начале ладинского века); найден в горах Хида (северные Японские Альпы), Япония, также найден в Германии[7]. Обнаружен Г. Вольфом (G. Wolf) в 1991 году, описан Тиши (Tichy) в 1995-м[16]. Имеющиеся окаменелости включают в себя: несколько предкрестцовых позвонков (плоских и с вогнутыми торцами), рёбра (толстые и полые), а также фрагменты черепа[7] и нижней челюсти[3]. Зубы O. wolfi подобны зубам O. nisseri, нижняя челюсть больше напоминает таковую у O. nevadanus — единственного другого вида омфалозавров, для которого известен прилично сохранившийся череп[7]. Также найдены десять неидентифицированных черепных костей[3] и ещё одна кость, которая может быть плечевой костью[7]. Сэндер и Фэйбер (Sander и Faber) в 2003 году высказали точку зрения, что O. wolfi может на самом деле быть O. cf. nevadanus, однако Мэйш (Maisch) спорит с ними, утверждая, что необходимо заново исследовать имеющиеся черепные кости, а до проведения этого исследования — считать O. wolfi отдельным видом[15].
- Omphalosaurus peyeri жил в середине анизийского века. Его окаменелости находят в отложениях пористого известковистого песчаника в формации Шаумкалк в районе Рюдерсдорф (Бранденбург, восток Германии); считается, что во время жизни этого животного эти места были морским мелководьем недалеко от берега, а сам O. peyeri был, скорее всего, прибрежным животным. Найденные окаменелости представляют собой заднюю часть нижней челюсти с тремя рабочими зубами в форме грибов и несколькими вырастающими на замену им ещё не готовыми к работе зубами. В отличие от других омфалозавров, O. peyeri обладал только одним (а не несколькими) рядом рабочих зубов, «заменяющих» же зубов у него также было меньше[17]. Из-за этого его сначала приняли за плакодонта, и только в 2002 году Мэйш и Леманн (Maisch and Lehmann) доказали, что он являлся омфалозавром[18], опираясь при этом на типичную для омфалозавров форму его зубов и структуру зубной эмали, напоминающую апельсиновую корку. O. peyeri считается базальной группой по отношению к остальным омфалозаврам[17], однако его принадлежность к омфалозаврам до сих пор оспаривается из-за характерной для плакодонтов структуры эмали его зубов[5][11].

### Виды, чья принадлежность была пересмотрена
- Pessopteryx nisseri был найден на архипелаге Шпицберген в 2010 году; первоначально приписывавшийся ему фрагмент челюсти теперь приписывается омфалозавру O. merriami[15]. Уиман и Мэйзин (Wiman и Mazin) считали, что этот фрагмент челюсти принадлежал O. nisseri, однако к настоящему времени другие окаменелости (скелет конечности и фрагмент плечевого пояса) продемонстрировали, что это животное относилось к отдельному виду и даже к собственному роду Pessopteryx в отряде ихтиозавров[19].